# 123Movies
 (septembre 2020).
123Movies, GoMovies, GoStream, MeMovies ou 123movieshub était un réseau de sites de streaming de fichiers opérant depuis le Viêt Nam, qui permettait aux utilisateurs de regarder des films gratuitement. Il a été surnommé le « site illégal le plus populaire du monde » par la Motion Picture Association of America (MPAA) en mars 2018,,, avant d'être fermé quelques semaines plus tard à la suite d'une enquête criminelle menée par le Autorités Vietnamiennes, En juillet de la même année, le réseau était toujours actifs via des clones et des sites miroirs. 

## Développement

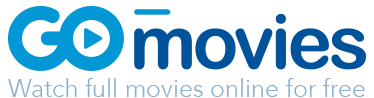
Logo GoMovies

Le site a subi plusieurs changements de nom après avoir été fermé à partir de différents domaines; parfois le site s'appelait "123Movies", et d'autres fois "123movies". Le nom d'origine et l'URL étaient 123movies.to, qui a été remplacé par d'autres domaines, tels que 123movies.is, avant de rediriger vers gomovies.to, et plus tard gomovies.is,, Celui-ci a été changé en gostream.is, puis en memovies.to, avant de passer à 123movieshub.to/is et de rester ainsi jusqu'à la fermeture,.
En octobre 2016, la MPAA a répertorié 123Movies dans son aperçu Online Notorious Markets, au Bureau du représentant commercial des États-Unis (USTR), déclarant que : « Le site a un classement Alexa global de 559 et un classement local de 386 aux États-Unis. 123movies .to comptait 9,26 millions de visiteurs uniques dans le monde en août 2016, selon les données de SimilarWeb ». En octobre 2016, Business Insider a signalé que 123movies.to était "le site Web de piratage le plus visité" au Royaume-Uni.
123Movies distribuait des films en qualité HD, HD-Rip, Blu-ray, ainsi qu'en CAM. Les hébergeurs et lecteurs vidéo utilisés étaient Openload, Streamango, ou encore MyCloud. Au cours de son existence et de sa période de fermeture, un article sur le site a été publié par TorrentFreak en ce qui concerne ses fonctionnalités, son temps de fonctionnement, sa fermeture, ainsi que les raisons de sa fermeture,,,,,,,.
En décembre 2017, les créateurs de 123movies ont lancé un autre site de streaming dédié aux anime, baptisé AnimeHub.to, qui est resté en ligne pendant des mois après la fermeture de 123Movies. Néanmoins, les créateurs de 123movies ont partagé le code sur github ( https://github.com/123movies-project/123movies/ ).

## Fermeture
En mars 2017, TorrentFreak a signalé que l'ambassadeur américain au Viêt Nam, Ted Osius, s'était entretenu avec le ministre local de l'Information et des Communications, Truong Minh Tuan, au sujet de la fermeture des sites de streaming vidéo illégaux opérant depuis le Viêt Nam, et a répertorié 123movies comme un site spécifique,.
En octobre 2017, la MPAA a répertorié 123Movies (et GoStream.is) dans son rapport Online Notorious Markets au Bureau du représentant commercial des États-Unis, déclarant que, bien que le site soit techniquement hébergé en Ukraine : « Le site prend de nombreuses précautions pour cacher l'identité de son opérateur, y compris en utilisant Cloudflare, mais il y a de fortes raisons de croire que l'opérateur est toujours au Viêt Nam ; le contenu est téléchargé à l'aide de cyberlockers à partir de nombreux comptes de messagerie provenant de l'Université de médecine et de pharmacie de Can Tho »,,.
En mars 2018, la MPAA a déclaré que le site était le "site illégal le plus visité au monde", en précisant qu'il était exploité depuis le Viêt Nam et a estimé que son trafic était de 98 millions de visiteurs par mois,, Le 19 mars 2018, une note sur la page d'accueil du site annonçait sa fermeture et exhortait les utilisateurs à "respecter les cinéastes en payant pour visionner les films et les émissions de télévision",.

## Réapparition
En octobre 2018, la mise à jour de la MPAA sur le rapport Online Notorious Markets au représentant du commerce des États-Unis, a déclaré que la fermeture de 123movies, 123movieshub, gostream et gomovies, à la suite de l'enquête criminelle au Viêt Nam en 2018, était "un développement important" dans la lutte contre les services de piratage de films. Cependant, le rapport de la MPAA a également stipulé que de nombreux sites miroirs avaient vu le jour dans au moins huit autres pays, En novembre 2018, TorrentFreak a signalé que des sites liés ou similaires à 123Movies tels que WatchAsap avaient également été fermés par le FBI, mais redirigeaient vers d'autres sites de partage de fichiers.